# إمارة الترارزة
إمارة الترارزة هي إحدي الإمارات  التقليدية الموريتانية التي بسطت نفوذها على الساحل والجنوب الغربي لمدة تزيد على ثلاثة قرون من الزمن تقريبا.

## أصل التسمية
أطلق عليهم الترارزة نسبة إلى جدهم تَرُّوزُ بْنُ هداج بْنِ عمران بن مغفر بن أدي بن حسان جد بني حسان.

## حدود الإمارة
تقع إمارة الترارزة في منطقة الكبلة بالجنوب الغربي من موريتانيا وتمتد من أخاديد شمامة على تخوم أبچك (نهر السنغال) من حيث مرج البحرين يلتقان غربا إلى اتصال خط أفلّه وأگان شرقا ومن مستوى كوركل الأبيض في الجنوب الشرقي امتدادا مع عرق الترارزة الكبير حتى منتهى أزفال وأكشار إلى حيط أدرار شمالا..
وعلى مساحة بلغت 161200 كلم2 قامت هذه الإمارة التي أسسها الأمير أحمد بن دامان بن عزوز بن مسعود بن موسى بن تَرُّوز.

## التأسيس
قامت إمارة الترارزة على أنقاض إمارة أولاد سعيد، فبعد ما تنازع طرفا أولاد سعيد «الكتيبات» عند تنياشل و«أولاد بوعلي» عند تلماس انتهز أحمد بن دمان الفرصة للقضاء عليهم. تزامن ذلك مع وصول محلة إبراهيم بن …السيد أحمد العروسي من الشمال يريد غزو الزوايا ونهبهم وكانت له حيل وشعوذات فقال له أحمد من دامان نبدأ بالنعامة، يقصد أولاد سعيد، ونرجع إلى بيضها يعني الزوايا. فذهب معه فكانت معركة «انتيتام» - 20 كلم شرق مقاطعة اركيز - سنة 1630م التي كانت نهاية دولة أولاد سعيد. 

## حكام الإمارة

### حكام الإمارة قبل الاحتلال الفرنسي
>
	 	
	 	>
	 	
	 	>
	 	
	 	>
	 	
	 	>
	 	
	 	>
	 	
	 	>
	 	
	 	>
	 	
|    | الحاكم                                                    | الحياة     | الحكم     |
| -- | --------------------------------------------------------- | ---------- | --------- |
| 1  | أحمد بن دمان                                              | 1636-....  | 1666-1672 |
| 2  | هدي ولد أحمد بن دمان                                      | 1668-....  | 1668-1636 |
| 3  | السيد بن هدي بن أحمد بن دامان                             | 1684-1668  | 1684-1668 |
| 4  | أعمر أكجيل بن هدي بن دامان                                | 1703-1647  | 1703-1687 |
| 5  | علي شُنظُورة بن هدي بن دامان                                | 1727-1663  | 1727-1703 |
| 6  | أعمر ولد علي شنظورة                                       | 1757-1695] | 1757-1727 |
| 7  | المختار ولد أعمر ولد علي شنظورة                           | 1771-1710  | 1771-1757 |
| 8  | علي الكوري بن أعمر بن علي شنظورة                          | 1786-1730  | 1786-1771 |
| 9  | أمحمد بن المختار بن أعمر بن علي شنظورة                    | 1793-1740  | 1793-1786 |
| 10 | عليت ولد المختار ولد أعمر ولد علي شنظورة                  | 1794-1750  | 1794-1793 |
| 11 | أعمر ولد المختار ولد أعمر ولد علي شنظورة الملقب بولد كمبة | 1800-....  | 1800-1794 |
| 12 | أعمر ولد المختار ولد الشرغي ولد علي شنظورة                | 1829-1785  | 1829-1800 |

### حكام الإمارة إبان الإحتلال الفرنسي
>
	 	
	 	>
	 	
	 	>
	 	
	 	>
	 	
|    | الحاكم                                               | الحياة    | الحكم     |
| -- | ---------------------------------------------------- | --------- | --------- |
| 13 | محمد لحبيب ولد أعمر ولد المختار                      | 1860-.... | 1860-1829 |
| 14 | سيدي ولد محمد لحبيب ولد أعمر                         | 1871-.... | 1871-1860 |
| 15 | أحمد سالم ولد محمد الحبيب (أحمد سالم الأول)          | 1873-.... | 1873-1871 |
| 16 | اعلي ولد محمد لحبيب                                  | 1886-.... | 1886-1873 |
| 17 | محمد فال ولد سيدي ولد محمد الحبيب                    | 1887-.... | 1887-1886 |
| 18 | أعمر سالم ولد محمد لحبيب                             | 1893-.... | 1893-1887 |
| 19 | أحمد سالم ولد علي ولد محمد الحبيب (أحمد سالم الثاني) | 1905-.... | 1905-1893 |
| 20 | أحمد سالم ولد إبراهيم السالم (أحمد سالم الثالث)      | 1928-.... | 1928-1905 |
| 21 | أحمد ولد الديد                                       | 1944-.... | 1944-1928 |

### حكام الإمارة مرحلة ما بعد الاستقلال
>
	 	
	 	>
	 	
	 	>
	 	
|    | الحاكم                                | الحياة    | الحكم     |
| -- | ------------------------------------- | --------- | --------- |
| 22 | محمد فال ولد عُمَير                     | 1965-1920 | 1965-1951 |
| 23 | حبيب ولد أحمد سالم                    | ....-1991 | 1991-1965 |
| 24 | أحمد سالم ولد حبيب (أحمد سالم الرابع) | ....-.... | 1991-.... |